# Vestenanova
Vestenanova település Olaszországban, Veneto régióban, Verona megyében. Lakosainak száma 2491 fő (2023. január 1.). Vestenanova Badia Calavena, Chiampo, Crespadoro, San Giovanni Ilarione, San Pietro Mussolino, Selva di Progno, Tregnago és Altissimo községekkel határos.

## Népesség
A település népességének változása:
| Lakosok száma | 2586 | 2569 | 2491 |
|               | 2017 | 2018 | 2023 |